# Pararothia
Pararothia is een geslacht van vlinders van de familie uilen (Noctuidae), uit de onderfamilie Agaristinae.

## Soorten
- P. camilla (Oberthür, 1923)
- P. gracilis (Jordan, 1913)
- P. vieui (Viette, 1966)